# Sagaholm

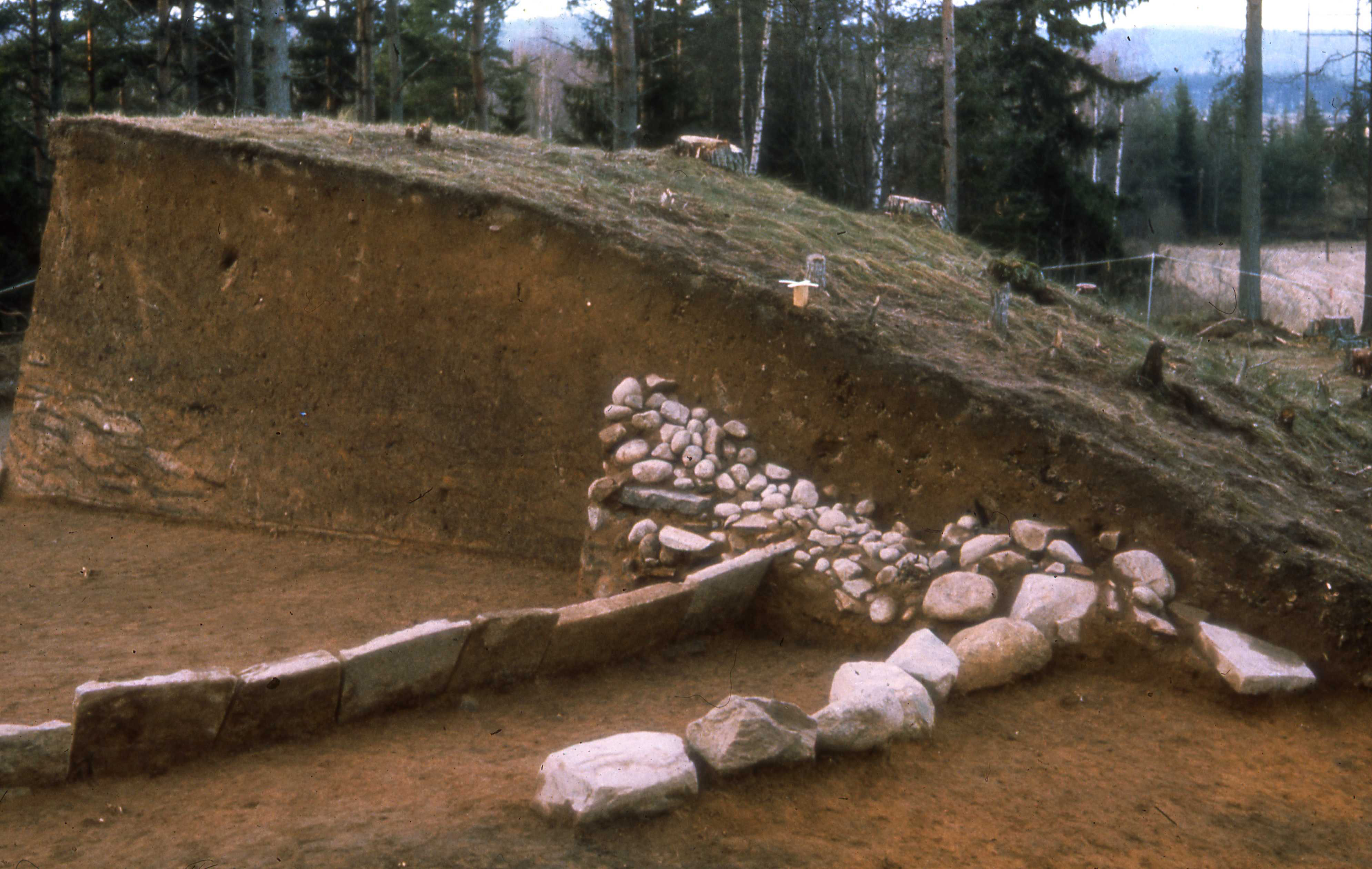
Sagaholm

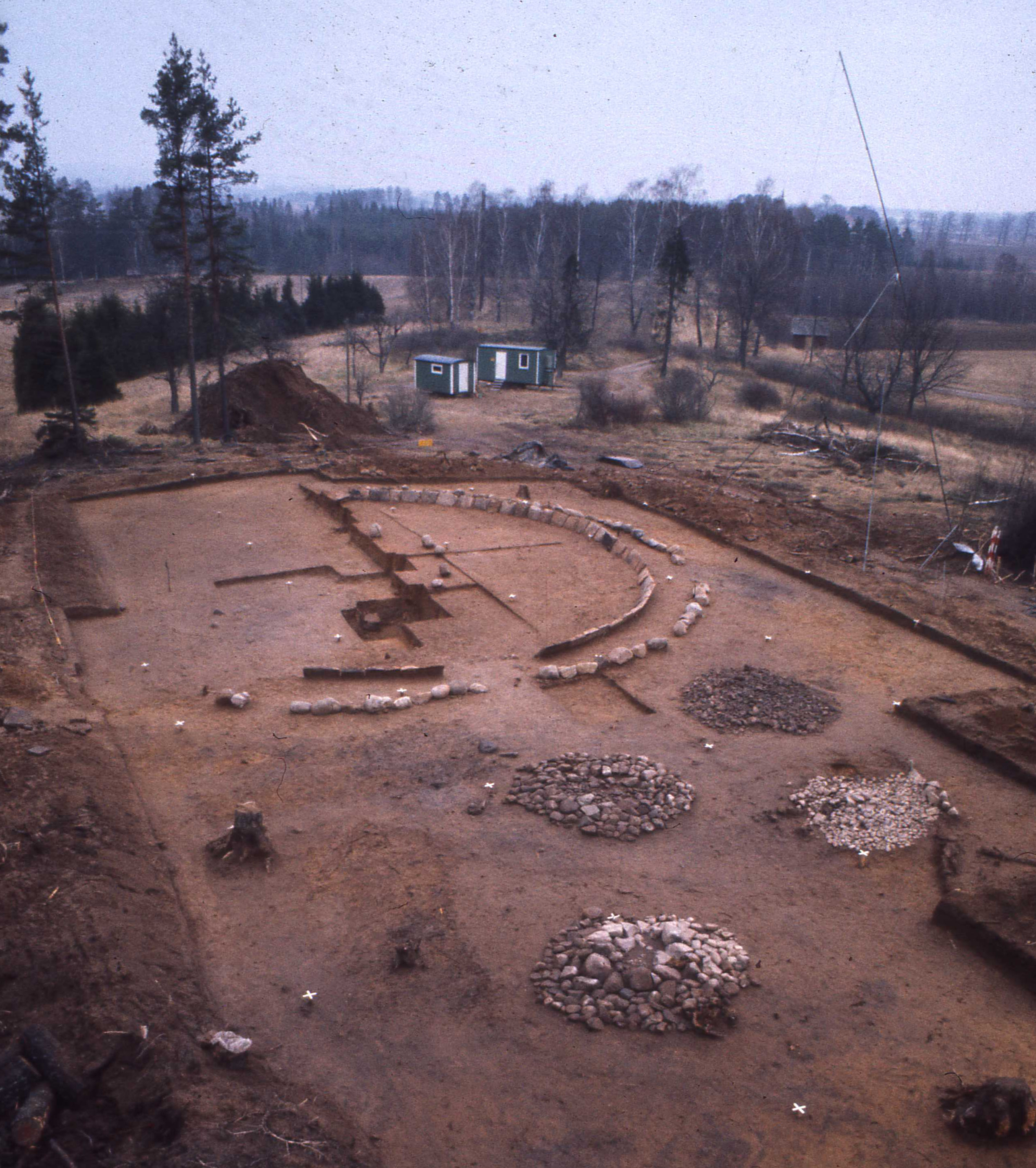
Sagaholm

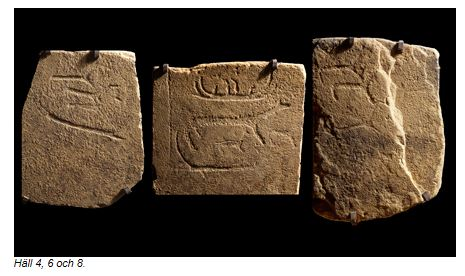
Sagaholm

Sagaholm ist ein bronzezeitlicher Grabhügel im Süden von Jönköping in Småland, in Schweden. Rund ein Dutzend großer Grabhügel wurden in der Region Jönköping gefunden, aber nur der drei Meter hohe und etwa 22,0 m Durchmesser messende Sagaholm hat einen erhaltenen, zunächst verschütteten, Randsteinkreis aus 45 Sandsteinplatten, die teilweise mit Petroglyphen verziert sind.
Die stark stilisierten Ritzungen zeigen Jagdszenen, Menschen, Tiere und Schiffe, die stilistisch mit den Darstellungen im Grab von Kivik verwandt sind. Darunter ist eine Szene, die als Zoophilie gedeutet wird. Dieses Motiv ist von Bohuslän (Kallsängen) und auch von Valcamonica bekannt. Die Funde befinden sich im Jönköpings läns Museum in Jönköping. Das Grab wird (unkalibriert) auf 1445–1185 v. Chr. datiert, was kalibriert etwa 2000 v. Chr. entspricht. Rund 1.500 Jahre später wurden am Fuße des Hügels vier kleinere Gräber errichtet.